# João de Eça, Capitão de Cananor
João de Eça foi um administrador colonial português.

## Biografia
D. João de Eça era filho secundogénito de D. Vasco de Eça e de sua mulher Guiomar da Silva.
Foi Capitão de Cananor.
Morreu solteiro e sem geração na Índia.